# Linia kolejowa nr 238
Linia kolejowa nr 238 Opalenie Tczewskie – Smętowo – wyłączona z eksploatacji, jednotorowa, normalnotorowa, niezelektryfikowana linia kolejowa znaczenia miejscowego w województwie pomorskim łącząca stacje Opalenie Tczewskie oraz Smętowo.